# 燃木炉

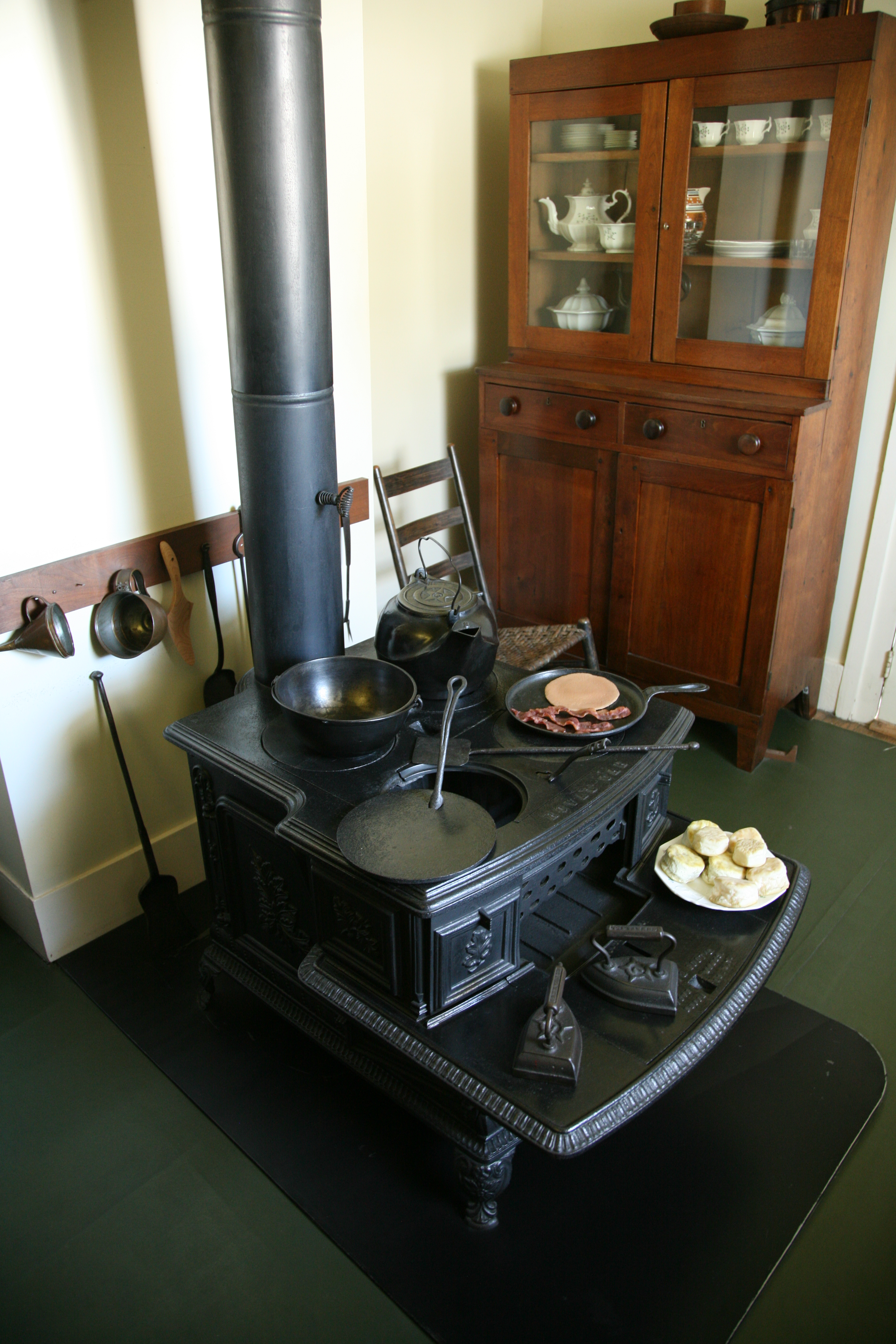
19 世纪燃木炉的例子

燃木炉是一种能够燃烧木材燃料（通常称为固体燃料）和木材衍生的生物质燃料（例如锯末砖）的加热或烹饪设备。一般来说，该设备的主体是一个坚固的金属制（通常是铸铁或钢）封闭的燃烧室。这个燃烧室内通常衬有耐火砖，同时还配有控制进气的装置。一部分燃木炉的需要手动进气，也有一些燃木炉能实现自动进气。第一个铁制燃木炉于 1557 年在斯特拉斯堡获得专利。当时距离工业革命，铁的价格依然很高，因此这种铁制的燃木炉是高端消费品，后来随金属价格的下降才逐步得到普及 。
炉子通过通风炉管与合适的烟道相连，一旦燃料被点燃，烟道就会充满热的燃烧气体。烟囱或烟道气体的温度必须高于外界温度，以确保燃烧气体被从火膛中抽出，并进入烟囱。
木材燃烧器会使有害的室内空气污染增加三倍。在欧洲，每年有6.1万例过早死亡可归因于住宅木材和煤炭供暖造成的环境空气污染，在北美则有1万例可归因于此 。在非洲，每年大约有463,000人因使用燃木炉而死亡。